# Die blaue Lagune (1980)
Die blaue Lagune (OT: The Blue Lagoon) ist ein US-amerikanisches Filmdrama aus dem Jahr 1980. Regie führte Randal Kleiser, das Drehbuch schrieb Douglas Day Stewart anhand des gleichnamigen Romans von Henry De Vere Stacpoole aus dem Jahr 1908. Die Hauptrollen spielten Brooke Shields und Christopher Atkins.

## Handlung
Die beiden Kinder Emmeline und Richard Lestrange fahren Ende des 19. Jahrhunderts mit einem Schiff von Boston nach San Francisco. Ein Brand auf dem Schiff führt zur Katastrophe. Nur Emmeline, Richard, der Matrose Paddy Button sowie Richards Vater (Emmelines Onkel) überleben mit einigen anderen Matrosen den Untergang des Schiffes. Die Überlebenden in den Rettungsbooten verlieren im Nebel den Anschluss aneinander. Paddy, Richard und Emmeline stranden mit ihrem Boot auf einer Insel in der Südsee.
Auf der Insel wachsen verschiedene Früchte, von denen sie sich ernähren können, und es gibt Süßwasser. Aber es gibt auch Hinweise darauf, dass hier Menschen gestrandet sind. Ein Schädel deutet darauf hin, dass auch Menschen auf der Insel umgekommen sind. Die Kinder werden von Paddy Button erzogen, der ihnen immer wieder verbietet, von den Beeren der Insel zu essen, weil sie sonst sterben würden. Er lehrt die Kinder, Fische und Meeresfrüchte als Nahrung zu nutzen. Als Paddy auf der Nordseite der Insel eine Opferstätte von Eingeborenen entdeckt, schärft er ihnen ein, die Seite der Insel, auf denen ihre Behausung steht, niemals zu verlassen. Er warnt sie vor dem Boogie Man, der auf der anderen Seite der Insel wohnen soll. Die beiden sind noch sehr jung, als der Matrose stirbt. Sie verlassen den Strand, an dem sie mit Paddy gelebt haben, und suchen sich an einer anderen Stelle der Insel ein neues Zuhause.
Unbeschwert tauchen und schwimmen sie zwischen den Riffen. Die ganze Zeit über wird nicht ganz klar, in welchem Verhältnis die Cousins zueinander stehen, und auch sie selbst sind überfordert mit ihren Gefühlen füreinander. Jeden Tag sind sie beschäftigt, Nahrung zu finden und ihren Lebensraum zu gestalten. Richard überrascht Emmeline, die er Em nennt, zu Weihnachten mit einer Handvoll Perlen, die er in Muscheln gefunden hat. Langsam werden die Kinder erwachsen. Emmeline und Richard kommen in die Pubertät. Als Emmeline ihre erste Periode bekommt, zieht sie sich erschrocken und beschämt zurück. Die beiden merken, dass sie sich verändern und nicht mehr alles so unbeschwert ist wie zuvor.
Emmeline geht allein auf Erkundungsreise in die Nähe der Stätte, an der oft Trommeln zu hören sind. Dort findet sie eine seltsame Steinformation. Richard erklärt ihr, dass das der Boogie Man sein könnte. Emmeline aber behauptet, dass Gott in dieser Steinformation sichtbar sei.
Auch Richard zieht sich oft zurück, und Emmeline beobachtet eines Tages, dass er sich selbst befriedigt. Richard sagt, dass sie ihn in Ruhe lassen solle. Als ein Schiff in die Nähe der Insel kommt, Emmeline sich aber weigert, ein Signalfeuer anzuzünden, weil sie auf der Insel bleiben will, geraten die beiden in einen Streit. Richard will mit einem selbst gebauten Floß die Insel verlassen, kommt aber nicht weit, da sich das Floß auflöst. Erst als Emmeline im Meer auf den Giftstachel eines Fischs tritt und erkrankt, finden die beiden wieder zueinander. Richard bringt Emmeline zu der von ihr als Gott bezeichneten Steinformation. Bald erholt sich das Mädchen, und sie kehren zu ihrem Haus zurück.
Trotz der vergangenen Streitigkeiten kommen sie einander näher. Sie entdecken ihre Sexualität und schlafen miteinander. Mit der Zeit bemerkt Richard, dass Emmeline sich verändert. Sie scheint einen großen Appetit zu haben, morgens muss sie sich jedoch oft übergeben. Die beiden müssen sich klar darüber werden, dass Emmeline schwanger ist. Sie bringt einen Jungen zur Welt; die beiden geben ihm den Namen Paddy. Erst als Emmeline den Kleinen an ihre Brust drückt, entdeckt sie, wie sie den Säugling ernähren kann. Er wächst rasch heran.
Richard wird wieder mit dem Tod konfrontiert, als er an der Opferstelle sieht, wie ein Mann von den Eingeborenen getötet wird. Seither ist er wachsam und will seine Familie vor den Eingeborenen beschützen. Paddy lernt schwimmen, und seine Eltern zeigen ihm alles, was für das Leben auf der Insel wichtig ist. Sie entwickeln sich zu einer glücklichen Familie, und als eines Tages ein Schiff vorbeifährt, rufen sie nicht nach ihm, sondern verlassen den Strand. Sie wissen nicht, dass mit dem Schiff Richards Vater gekommen ist, der die Suche nach den Kindern nie aufgegeben hat.
Einige Tage später wollen Richard und Emmeline mit ihrem Sohn Paddy an die Stelle zurückkehren, an der sie mit Button die ersten Monate gelebt haben. Mit ihrem Rettungsboot fahren sie um die Insel an den alten Strand. Während Richard Bananenstauden besorgt, werden Emmeline und Paddy aufs Meer hinaus getrieben. Sie verlieren ein Ruder. Richard schwimmt ihnen hinterher, wird aber von einem Hai verfolgt. Emmeline wirft mit dem zweiten Ruder nach dem Hai, um Richard vor dem Angriff zu schützen. Doch nun fehlen ihnen beide Ruder. Die Strömung treibt das Boot immer weiter hinaus aufs offene Meer. Sie versuchen mit ihren Händen zurückzurudern und geben schließlich auf; sie können nicht mehr zurück. Emmeline findet Zweige im Boot, die Paddy zuvor gesammelt hat. Richard und Emmeline bemerken, dass Paddy einige „Beeren des ewigen Schlafes“ bereits verschluckt hat. Richard pflückt die restlichen Beeren, die sie niemals essen sollten. Aufgrund der scheinbaren Ausweglosigkeit ihrer Lage und des vermeintlichen Verlusts ihres Sohnes essen auch Richard und Emmeline davon. Die kleine Familie legt sich zum Sterben ins Boot.
Doch das Schiff von Richards Vater segelt noch an der Küste entlang. Die Mannschaft bemerkt das abtreibende Boot. Mit einem Beiboot fährt Richards Vater mit einigen Matrosen zu dem aufgefundenen Boot hinüber. Auf seine Frage, ob sie alle tot seien, antwortet ein Matrose: „Nein, Sir, sie schlafen“.

## Synchronisation
Die deutsche Synchronfassung entstand bei der Elite Film Rudolf Kruschinski, München. Ivar Combrinck schrieb das Dialogbuch und führte Regie.
| Rolle                     | Darsteller         | Synchronsprecher  |
| ------------------------- | ------------------ | ----------------- |
| Emmeline Lestrange        | Brooke Shields     | Marina Köhler     |
| Richard Lestrange         | Christopher Atkins | Pierre Franckh    |
| Paddy Button              | Leo McKern         | Walter Reichelt   |
| Arthur Lestrange          | William Daniels    | Leo Bardischewski |
| Emmeline als kleines Kind | Elva Josephson     | Inga Nickolai     |
| Richard als kleines Kind  | Glenn Kohan        | Andreas Klein     |
| Kapitän                   | Alan Hopgood       | Holger Hagen      |

## Hintergrund

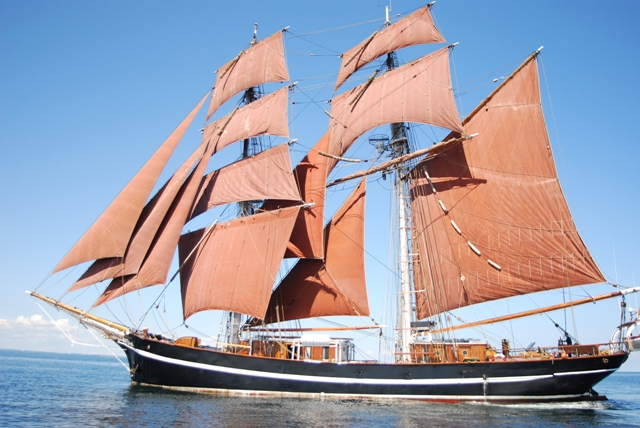
Die Eye of the Wind

- Für die Rolle von Richard und Emmeline waren ursprünglich Matt Dillon und Helen Hunt vorgesehen, doch beide lehnten die Rolle nach einer Bedenkzeit aufgrund einiger freizügiger Szenen ab.
- Die Produktionskosten beliefen sich auf etwa 4,5 Millionen US-Dollar. Der Film spielte in den Kinos der USA etwa 58,85 Millionen US-Dollar ein.[2]
- Die Rolle des Schiffs Northumberland, das im ersten Teil des Films mit dunklem Zierstrich am weißen Rumpf zu sehen ist, wurde von der in Deutschland gebauten Eye of the Wind (Stapellauf 1911) übernommen, die damals ihren Heimathafen in London hatte. Das Schiff, mit dem Richards gealterter Vater in der Mitte und am Ende des Films nach den Vermissten sucht, wurde von The Golden Plover (1910–2011, damaliger Heimathafen Melbourne, Australien) dargestellt, die einen blauen Rumpf und weißen Schandeckel hatte.[3] Beide Schiffe waren zu der Zeit Schonerbriggs, mit weißen Segeln geriggt.
- Der Film wurde in der Komödie Top Secret! parodiert. Dort stranden Hillary Flammond und Nigel auf einer Insel. Ein sowjetischer Frachter rettet Nigel, der später zum überzeugten Kommunisten und Verräter in der Widerstandsbewegung wird.
- Der Hauptdarsteller Christopher Atkins gab in diesem Film sein Filmdebüt.

### Drehort

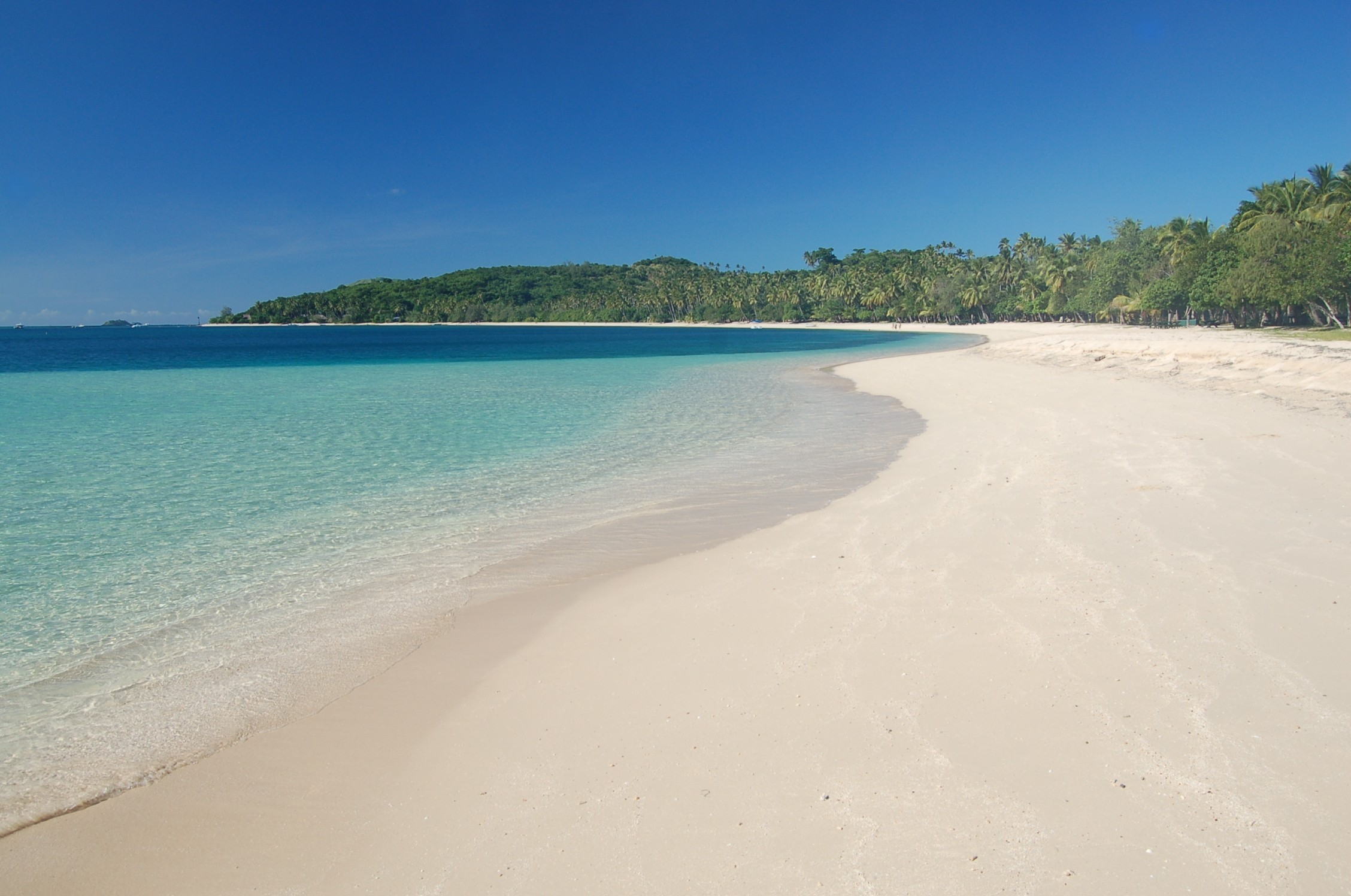
Strand an der Blauen Lagune auf Nanuya Lailai

Eine Besonderheit dieser Hollywood-Produktion ist, dass der gesamte Film zu 100 % extern (also nicht in Studios) aufgenommen wurde. Dies war in den 1970er Jahren noch sehr ungewöhnlich. Bis auf zwei Szenen, den Tintenfisch-Kampf und die Szene, in der Christopher Atkins sich von einem Delphin ziehen lässt (SeaWorld, San Diego), wurde der Film auf Jamaika, Vanuatu und Nanuya Levu gedreht. Diese Insel, die in den 1980er Jahren in ein Luxus-Urlaubsresort umgewandelt wurde und auch unter dem Namen Turtle Island bekannt ist, gehört zur Yasawa-Inselgruppe von Fidschi. Die Mehrzahl des Produktionsstabes waren Australier. Die Dreharbeiten dauerten drei Monate an, sie begannen Ende Juli und endeten im Oktober 1979.

## Kritiken
Roger Ebert bezeichnete den Film in der Chicago Sun-Times vom 3. Juli 1980 als „dümmste[n] Film des Jahres“ („the dumbest movie of the year“). Rob Vaux bezeichnete ihn in Flipside Movie Emporium als „Pornographie für Menschen, die zu Bücherverbrennungen gehen; eine Sexfantasie, so züchtig wie Ihr Klavierlehrer aus der dritten Klasse.“ Der Kritikerkonsens auf Rotten Tomatoes lautet „The Blue Lagoon ist […] eine unanständige Fantasie, die zugleich zu keusch ist, um wirklich unterhaltsam zu sein.“ („The Blue Lagoon is a naughty fantasy that's also too chaste to be truly entertaining.“) Das Lexikon des internationalen Films urteilte: „Der harmlose und sentimentale Film kommt über einen gefälligen Naturbilderbogen kaum hinaus. Sein Thema der sexuellen Initiation gerät oft in die Nähe vorsichtig-betulicher Aufklärungsattitüden. Viel Weichzeichnererotik mit puritanischen Untertönen.“ Im Fischer Film Almanach 1981 heißt es: „Regisseur Kleiser läßt zwar keine Klischees des Genres aus, doch rekapituliert er sie so gekonnt, als habe er sie noch nie vorher irgendwo gesehen.“

## Auszeichnungen
Der Kameramann Néstor Almendros war für einen Oscar nominiert.
Christopher Atkins war für den Golden Globe in der Kategorie als Bester Nachwuchsdarsteller und den Young Artist Award nominiert. Brooke Shields erhielt die Goldene Himbeere und war für den Young Artist Award nominiert. Der Film erhielt außerdem Nominierungen für den Saturn Award als bester Fantasy-Film und für den Young Artist Award als bester Familienfilm.

## Weitere Verfilmungen des Romans
Stacpooles Roman war unter dem gleichen Titel erstmals 1923 in Südafrika verfilmt worden (mit Molly Adair in der weiblichen Hauptrolle), sowie ein zweites Mal 1949 mit Jean Simmons und Donald Houston. Die Außenaufnahmen für diese zweite Verfilmung wurden ebenfalls auf Nanuya Levu gedreht.
1991 wurde die als solche deklarierte Fortsetzung des Films von 1980, Rückkehr zur blauen Lagune, mit Milla Jovovich und Brian Krause gedreht. Für den Drehort musste das Produktionsteam diesmal nach Taveuni, Fidschi, ausweichen. Rückkehr zur blauen Lagune ist jedoch inhaltlich eher eine Neuverfilmung als eine Fortsetzung.
Im Dezember 2011 gab der Fernsehsender Lifetime das Projekt einer „zeitgemäßen Neuverfilmung“ des Films von 1980 mit einer in die Gegenwart verlegten Handlung bekannt. Die Newcomer Brenton Thwaites und Indiana Evans übernahmen die Hauptrollen, während Christopher Atkins in einer Nebenrolle als Lehrer auftrat. Im Juni 2012 wurde der Film Blue Lagoon: Rettungslos verliebt (Blue Lagoon: The Awakening) im amerikanischen Fernsehen ausgestrahlt.